# Liste des cavités naturelles les plus profondes de l'Isère
La liste des cavités naturelles les plus profondes de l'Isère recense, sous forme de tableau(x), les cavités souterraines naturelles connues dans ce département français, dont le dénivelé est supérieur ou égal à cent mètres.
La communauté spéléologique considère qu'une cavité souterraine naturelle n'existe vraiment qu'à partir du moment où elle est « inventée » c'est-à-dire découverte (ou redécouverte), inventoriée, topographiée et publiée. Bien sûr, la réalité physique d'une cavité naturelle est la plupart du temps bien antérieure à sa découverte par l'homme ; cependant tant qu'elle n'est pas explorée, mesurée et révélée, la cavité naturelle n'appartient pas au domaine de la connaissance partagée.
La liste spéléométrique des 208 plus profondes cavités naturelles de l'Isère (≥ cent mètres) est actualisée à fin novembre 2024.
La plus profonde cavité souterraine naturelle répertoriée dans le département de l'Isère est  « le Gouffre Berger », sur la commune d' Engins (cf. ligne 1 du tableau ci-dessous).
| \| Histogramme de la répartition des plus profondes cavités naturelles de l'Isère par classe de dénivelé -- Les 208 cavités citées fin 2023 sont réparties en 4 classes de dénivelé -- \| \| \| \| \| \| \| \| \| \| \| \| \| \| \| classe I >= 500 m 26 cavité[s] \| classe II >= 200 m et < 500 m 89 cavités \| classe III >= 150 m et < 200 m 29 cavités \| classe IV >= 100 m et < 150 m 64 cavités \| \| |                                |                                          |                                           |                                          |  |
| Le graphique qui aurait dû être présenté ici ne peut pas être affiché car il utilise l'ancienne extension Graph, désactivée pour des questions de sécurité. Des indications pour créer un nouveau graphique avec la nouvelle extension Chart sont disponibles ici . |                                |                                          |                                           |                                          |  |
| Histogramme de la répartition des plus profondes cavités naturelles de l'Isère par classe de dénivelé -- Les 208 cavités citées fin 2023 sont réparties en 4 classes de dénivelé -- |                                |                                          |                                           |                                          |  |
| |                                |                                          |                                           |                                          |  |
| | classe I >= 500 m 26 cavité[s] | classe II >= 200 m et < 500 m 89 cavités | classe III >= 150 m et < 200 m 29 cavités | classe IV >= 100 m et < 150 m 64 cavités |  |

## Cavités de l'Isère (France) dont la dénivellation est supérieure ou égale à500 mètres
26 cavités sont recensées dans cette « classe I » au 30-11-2023.
| Réf. | Cavité (autres noms)                 | Commune                                                      | Massif ou zone                                                               | Coordonnées (WGS 84)        | Dénivelée (mètres) | Développe. (mètres) | Sources ou références                                          | Mise à jour |
| ---- | ------------------------------------ | ------------------------------------------------------------ | ---------------------------------------------------------------------------- | --------------------------- | ------------------ | ------------------- | -------------------------------------------------------------- | ----------- |
| 1    | Gouffre Berger                       | Engins                                                       | Massif du Vercors                                                            | 45° 13′ 09″ N, 5° 36′ 17″ E | +001 271, m        | +45 118, m          | Scialet no 45 & Grottocenter                                   | 2017-01     |
| 2    | Réseau du Clot d'Aspres              | Villard-de-Lans, Le Gua                                      | Massif du Vercors                                                            | 45° 01′ 11″ N, 5° 34′ 34″ E | +001 066, m        | +42 000, m          | Grottocenter                                                   | 2016-09     |
| 3    | Antre des Damnés                     | Corrençon-en-Vercors                                         | Massif du Vercors, Rochers de la Balme                                       | 44° 58′ 58″ N, 5° 31′ 14″ E | +000865, m         | +5 000, m           | Scialet no 11                                                  | 2010-01     |
| 4    | Réseau de Bovinant                   | Saint-Pierre-d'Entremont                                     | massif de la Chartreuse, Grand Som                                           | 45° 23′ 19″ N, 5° 49′ 00″ E | +000723, m         | +6 836, m           | Scialet no 1, Scialet no 14 & Scialet no 38                    | 2010-01     |
| 5    | Réseau Ded                           | Saint-Pierre-de-Chartreuse                                   | massif de la Chartreuse, Charmant Som                                        | 45° 19′ 33″ N, 5° 46′ 11″ E | +000693, m         | +2 718, m           | Scialet no 1, Scialet no 38 & Spéléo Magazine n°124.           | 2023-02     |
| 6    | Scialet des Pullis                   | Château-Bernard                                              | Massif du Vercors, La Grande Moucherolle                                     | 45° 00′ 08″ N, 5° 33′ 17″ E | +000688, m         | +2 394, m           | Scialet no 45 & Scialet no 46                                  | 2018-01     |
| 7    | Réseau de la Dent de Crolles         | Saint-Pierre-de-Chartreuse, Plateau-des-Petites-Roches       | Massif de la Chartreuse                                                      | 45° 19′ 34″ N, 5° 51′ 29″ E | +000681, m         | +55 407, m          | CDS 38 & Scialet no 39                                         | 2022-07     |
| 8    | Grotte de Gournier                   | Choranche                                                    | Massif du Vercors                                                            | 45° 04′ 37″ N, 5° 23′ 45″ E | +000680, m         | +18 000, m          | Grottocenter                                                   | 2010-01     |
| 9    | Gouffre de Génieux                   | Saint-Pierre-de-Chartreuse                                   | massif de la Chartreuse, Forêt de Génieux                                    | 45° 19′ 59″ N, 5° 44′ 18″ E | +000675, m         | +1 850, m           | Bruno Talour, Spelunca no 120 & Grottocenter                   | 2010-01     |
| 10   | Trou qui souffle                     | Autrans-Méaudre en Vercors                                   | Massif du Vercors                                                            | 45° 09′ 01″ N, 5° 31′ 03″ E | +000670, m         | +49 300, m          | CDS 38 & Dominique Artru                                       | 2010-01     |
| 11   | Les cinq Scialets - Hachoir à Viande | Corrençon-en-Vercors                                         | Massif du Vercors, Rochers de la Balme                                       | 44° 59′ 39″ N, 5° 31′ 50″ E | +000655, m         | +3 790, m           | Scialet no 22, LSD no 5 & LSD no 5 topo                        | 2010-01     |
| 12   | Réseau de l'Alpe                     | Sainte-Marie-du-Mont, Chapareillan, Saint-Pierre-d'Entremont | Massif de la Chartreuse, Réserve naturelle nationale des Hauts de Chartreuse | 45° 25′ 07″ N, 5° 54′ 49″ E | +000655, m         | +72 300, m          | Robert Durand                                                  | 2012-03     |
| 13   | Scialet du Zakapouët                 | Saint-Andéol                                                 | Massif du Vercors, Réserve naturelle nationale des hauts plateaux du Vercors | 44° 58′ 06″ N, 5° 31′ 33″ E | +000655, m         | +1 350, m           | Scialet no 38 & Spelunca no 117 & Floriane Dénarié             | 2010-01     |
| 14   | Système du Granier                   | Chapareillan, Entremont-le-Vieux                             | Massif de la Chartreuse, Réserve naturelle nationale des Hauts de Chartreuse | 45° 27′ 34″ N, 5° 55′ 39″ E | +000635, m         | +55 725, m          | Spelunca no 73 & Grottocenter & Spelunca no 83                 | 2012-03     |
| 15   | Scialet de la Combe de Fer           | Corrençon-en-Vercors                                         | Massif du Vercors, Rochers de la Balme                                       | 44° 59′ 50″ N, 5° 31′ 48″ E | +000580, m         | +5 000, m           | Scialet no 26                                                  | 2010-01     |
| 16   | Scialet du Clos de la Fure           | Corrençon-en-Vercors                                         | Massif du Vercors, Rochers de la Balme                                       | 44° 58′ 58″ N, 5° 31′ 50″ E | +000580, m         | +4 350, m           | LSD no 1, LSD no 3, LSD no 3 topo, LSD no 4. & LSD no 4 topo.  | 2010-01     |
| 17   | Scialet Candy                        | Villard-de-Lans                                              | Massif du Vercors                                                            | 45° 01′ 43″ N, 5° 34′ 37″ E | +000568, m         | +11 500, m          | Scialet no 46                                                  | 2018-01     |
| 18   | Gouffre du Loup Garou                | Saint-Joseph-de-Rivière                                      | massif de la Chartreuse, Grande Sure                                         | 45° 20′ 33″ N, 5° 42′ 48″ E | +000556, m         | +2 600, m           | Scialet no 13 & Scialet no 21                                  | 2010-01     |
| 19   | Scialet du Tonnerre                  | Lans-en-Vercors                                              | Massif du Vercors                                                            | 45° 05′ 25″ N, 5° 36′ 43″ E | +000550, m         | +1 745, m           | Dominique Artru, Scialet no 19, Scialet no 20 & Spelunca no 52 | 2010-01     |
| 20   | Gouffre Marco Polo                   | Saint-Christophe-sur-Guiers                                  | massif de la Chartreuse                                                      | 45° 24′ 38″ N, 5° 47′ 35″ E | +000530, m         | +5 215, m           | Scialet no 6,Scialet no 8 & Scialet no 18                      | 2010-01     |
| 21   | Scialet Moussu                       | Corrençon-en-Vercors                                         | Massif du Vercors, La Grande Moucherolle                                     | 45° 00′ 52″ N, 5° 33′ 04″ E | +0529, m           | +002 947, m         | Moucherolle souterraine                                        | 2018-01     |
| 22   | Scialet du Lièvre Blanc              | Villard-de-Lans                                              | Massif du Vercors, La Grande Moucherolle                                     | 45° 01′ 19″ N, 5° 33′ 43″ E | +000528, m         | +1 115, m           | Spéléo magazine, Spelunca no 125 & Scialet no 40               | 2018-01     |
| 23   | Grotte inférieure de Bury            | Izeron                                                       | Massif du Vercors                                                            | 45° 07′ 45″ N, 5° 25′ 56″ E | +000520, m         | +4 900, m           | Scialet no 4                                                   | 2010-01     |
| 24   | Gouffre des Aures                    | Saint-Pierre-de-Chartreuse                                   | massif de la Chartreuse, Grand Som                                           | 45° 22′ 23″ N, 5° 49′ 00″ E | +000512, m         | +0550, m            | Dominique Artru & scialet no 24                                | 2010-01     |
| 25   | Gouffre de Mauvernay                 | Saint-Pierre-de-Chartreuse                                   | massif de la Chartreuse, Grand Som                                           | 45° 22′ 31″ N, 5° 48′ 24″ E | +000507, m         | +1 600, m           | LSD no 2 & LSD no 2 topo                                       | 2010-01     |
| 26   | Système Pinet - Brouillard           | Saint-Pierre-d'Entremont, Sainte-Marie-du-Mont               | massif de la Chartreuse, Réserve naturelle nationale des Hauts de Chartreuse | 45° 26′ 03″ N, 5° 54′ 46″ E | +000507, m         | +11 175, m          | Chartreuse souterraine, scialet no 11. & Grottocenter          | 2010-01     |

## Cavités de l'Isère (France) dont la dénivellation  est comprise entre200 mètreset499 mètres
89 cavités sont recensées dans cette « classe II » au 30-11-2023.
| Réf. | Cavité (autres noms)               | Commune                                              | Massif ou zone                                                               | Coordonnées (WGS 84)        | Dénivelée (mètres) | Développe. (mètres) | Sources ou références                                                                  | Mise à jour |
| ---- | ---------------------------------- | ---------------------------------------------------- | ---------------------------------------------------------------------------- | --------------------------- | ------------------ | ------------------- | -------------------------------------------------------------------------------------- | ----------- |
| 27   | Scialet de l'Espoir                | Autrans-Méaudre en Vercors                           | Massif du Vercors                                                            | 45° 07′ 11″ N, 5° 30′ 27″ E | +000496, m         | +4 913, m           | Compagnons de la Nuit Minérale & Scialet no 27                                         | 2010-01     |
| 28   | Scialet des Croix Brûlées          | Autrans-Méaudre en Vercors                           | Massif du Vercors                                                            | 45° 12′ 17″ N, 5° 32′ 46″ E | +000483, m         | +4 491, m           | Scialet no 26                                                                          | 2010-01     |
| 29   | Gouffre Roland                     | Saint-Pierre-de-Chartreuse                           | massif de la Chartreuse, Grand Som                                           | 45° 22′ 22″ N, 5° 49′ 02″ E | +000481, m         | +0790, m            | Scialet no 1                                                                           | 2010-01     |
| 30   | Scialet du Playnet                 | Saint-Andéol                                         | Massif du Vercors, Réserve naturelle nationale des hauts plateaux du Vercors | 44° 58′ 00″ N, 5° 31′ 27″ E | +000472, m         | +1 840, m           | Scialet no 44                                                                          | 2010-01     |
| 31   | Grotte Roche Chalve - Trou du Cœur | Villard-de-Lans, Rencurel                            | Massif du Vercors                                                            | 45° 05′ 40″ N, 5° 29′ 45″ E | +000460, m         | +10 154, m          | Scialet n°29 , Scialet n°30 , speleocaullireau.blogspot.fr & spelenfolie.free          | 2010-01     |
| 32   | Gouffre de Gampaloup               | Autrans-Méaudre en Vercors                           | Massif du Vercors                                                            | 45° 09′ 03″ N, 5° 33′ 52″ E | +000452, m         | +4 492, m           | Scialet no 32 & Spéléo magazine                                                        | 2010-01     |
| 33   | Scialet des Sarrasins              | Château-Bernard                                      | Massif du Vercors                                                            | 44° 59′ 38″ N, 5° 32′ 39″ E | +000450, m         | +1 600, m           | Scialet no 16                                                                          | 2010-01     |
| 34   | Cuves de Sassenage                 | Sassenage                                            | Massif du Vercors                                                            | 45° 12′ 30″ N, 5° 39′ 06″ E | +000443, m         | +12 000, m          | Spéléo magazine no 94                                                                  | 2010-01     |
| 35   | Scialet du Grizzly                 | Villard-de-Lans                                      | Massif du Vercors                                                            | 45° 06′ 05″ N, 5° 30′ 34″ E | +000436, m         | +3 000, m           | spelenfolie.free & Scialet no 29                                                       | 2010-01     |
| 36   | Scialet des Derniers Dinosaures    | Corrençon-en-Vercors                                 | Massif du Vercors, La Grande Moucherolle                                     | 45° 00′ 49″ N, 5° 33′ 13″ E | +000430, m         | +1 100, m           | Scialet no 44                                                                          | 2018-01     |
| 37   | Gouffre de Fontcombe               | Saint-Pierre-de-Chartreuse                           | massif de la Chartreuse, Forêt de Génieux                                    | 45° 19′ 29″ N, 5° 43′ 53″ E | +000427, m         | +0850, m            | Scialet no 22                                                                          | 2010-01     |
| 38   | Réseau de Coufin - Chevaline       | Choranche                                            | Massif du Vercors                                                            | 45° 04′ 29″ N, 5° 23′ 54″ E | +000425, m         | +32 301, m          | Scialet no 32                                                                          | 2010-01     |
| 39   | Scialet des Cagoulards             | Corrençon-en-Vercors                                 | Massif du Vercors, La Grande Moucherolle                                     | 45° 00′ 46″ N, 5° 32′ 44″ E | +000420, m         | +1 300, m           | Scialet no 31                                                                          | 2018-01     |
| 40   | Scialet Gay Bunny - Lapin Pédé     | Autrans-Méaudre en Vercors                           | Massif du Vercors                                                            | 45° 06′ 31″ N, 5° 30′ 16″ E | +000418, m         | +4 491, m           | Scialet no 20 & Scialet no 33                                                          | 2010-01     |
| 41   | Réseau de Malissard                | Saint-Pierre-d'Entremont, Plateau-des-Petites-Roches | Massif de la Chartreuse, Réserve naturelle nationale des Hauts de Chartreuse | 45° 23′ 24″ N, 5° 53′ 28″ E | +000415, m         | +18 160, m          | Bernard Loiseleur & Marc Galy                                                          | 2010-01     |
| 42   | Grotte Vallier                     | Seyssins                                             | Massif du Vercors, Le Moucherotte                                            | 45° 08′ 53″ N, 5° 38′ 38″ E | +000405, m         | +9 287, m           | geoglaciaire.net & Scialet no 19                                                       | 2010-01     |
| 43   | Scialet Catherine                  | Corrençon-en-Vercors                                 | Massif du Vercors                                                            | 44° 59′ 58″ N, 5° 31′ 54″ E | +000398, m         | +0990, m            | Dominique Artru & Spelunca n°92                                                        | 2010-01     |
| 44   | Scialet de la Bulle                | Corrençon-en-Vercors                                 | Massif du Vercors, Rochers de la Balme                                       | 44° 58′ 55″ N, 5° 32′ 02″ E | +000396, m         | +2 274, m           | LSD no 6 & LSD no 6 topo                                                               | 2010-01     |
| 45   | Scialet du Mortier sud             | Autrans-Méaudre en Vercors                           | Massif du Vercors                                                            | 45° 14′ 18″ N, 5° 34′ 58″ E | +000390, m         | +1 460, m           | Scialet no 12                                                                          | 2010-01     |
| 46   | Gouffre Motus                      | Saint-Pierre-de-Chartreuse                           | massif de la Chartreuse, Forêt de Génieux                                    | 45° 19′ 24″ N, 5° 44′ 00″ E | +000386, m         | +1 250, m           | Scialet no 44                                                                          | 2010-01     |
| 47   | Scialet du Pharaon                 | Corrençon-en-Vercors                                 | Massif du Vercors                                                            | 44° 58′ 23″ N, 5° 31′ 15″ E | +000383, m         | +0827, m            | Scialet no 16                                                                          | 2010-01     |
| 48   | Grotte Théophile                   | Alpe d'Huez                                          | massif des Grandes Rousses                                                   | 45° 05′ 58″ N, 6° 06′ 01″ E | +000374, m         | +1 986, m           | Scialet no 14, Scialet no 15                                                           | 2010-01     |
| 49   | Puits de l'Écho                    | Saint-Pierre-de-Chartreuse                           | massif de la Chartreuse, Grand Som                                           | 45° 22′ 44″ N, 5° 48′ 30″ E | +000374, m         | +1 200, m           | Scialet no 1 & Spéléo dossiers n°17                                                    | 2010-01     |
| 50   | Gouffre du Grand Glacier           | Chapareillan                                         | massif de la Chartreuse, Sommet du Pinet                                     | 45° 26′ 04″ N, 5° 54′ 52″ E | +000371, m         | +2 926, m           | Grottocenter                                                                           | 2010-01     |
| 51   | Gouffre Cavernicole                | Plateau-des-Petites-Roches                           | Massif de la Chartreuse, Lances de Malissard                                 | 45° 23′ 01″ N, 5° 53′ 12″ E | +000362, m         | +1 315, m           | Scialet no 10                                                                          | 2010-01     |
| 52   | Gouffre Ténébreux                  | Plateau-des-Petites-Roches                           | Massif de la Chartreuse, Lances de Malissard                                 | 45° 22′ 43″ N, 5° 53′ 09″ E | +000360, m         | +1 823, m           | Scialet no 19 & Scialet no 20                                                          | 2010-01     |
| 53   | Scialet du Tétras-Lyre             | Corrençon-en-Vercors                                 | Massif du Vercors, La Grande Moucherolle                                     | 45° 00′ 47″ N, 5° 33′ 00″ E | +000350, m         | +1 456, m           | Scialet no 43 & Scialet no 47                                                          | 2018-01     |
| 54   | Scialet Darbon                     | Villard-de-Lans                                      | Massif du Vercors, La Grande Moucherolle                                     | 45° 01′ 25″ N, 5° 33′ 41″ E | +000340, m         | +0750, m            | Scialet no 2 & Scialet no 11                                                           | 2018-01     |
| 55   | Scialet des Choucas                | Lans-en-Vercors                                      | Massif du Vercors                                                            | 45° 05′ 23″ N, 5° 37′ 00″ E | +000333, m         | +1 400, m           | Scialet no 19                                                                          | 2010-01     |
| 56   | Gouffre de l'Aup du Seuil no 41    | Plateau-des-Petites-Roches                           | Massif de la Chartreuse, Lances de Malissard                                 | 45° 21′ 44″ N, 5° 53′ 15″ E | +000329, m         | +1 900, m           | Scialet no 15                                                                          | 2010-01     |
| 57   | Scialet des Crêtes Ventées         | Villard-de-Lans                                      | Massif du Vercors, La Grande Moucherolle                                     | 45° 00′ 58″ N, 5° 34′ 08″ E | +000329, m         | +1 227, m           | Spelunca no 113 & Spéléo dossiers n°28                                                 | 2018-01     |
| 58   | Scialet de la Combe Oursière       | Lans-en-Vercors                                      | Massif du Vercors                                                            | 45° 05′ 28″ N, 5° 36′ 56″ E | +000327, m         | +3 550, m           | Scialet no 17 & Scialet no 20                                                          | 2010-01     |
| 59   | Scialet Zyvite                     | Corrençon-en-Vercors                                 | Massif du Vercors, Rochers de la Balme                                       | 44° 59′ 05″ N, 5° 31′ 40″ E | +000322, m         | +0886, m            | Spelunca 109                                                                           | 2010-01     |
| 60   | Scialet Trapanaze                  | Villard-de-Lans                                      | Massif du Vercors, La Grande Moucherolle                                     | 45° 01′ 10″ N, 5° 33′ 34″ E | +000320, m         | +0898, m            | Scialet no 16                                                                          | 2018-01     |
| 61   | Pot Deux                           | Saint-Andéol                                         | Massif du Vercors, Réserve naturelle nationale des hauts plateaux du Vercors | 44° 57′ 47″ N, 5° 31′ 08″ E | +000319, m         | NC m                | Spéléométrie de la France & Grottocenter                                               | 2010-01     |
| 62   | Antre des Argonautes               | Autrans-Méaudre en Vercors                           | Massif du Vercors                                                            | 45° 13′ 50″ N, 5° 32′ 59″ E | +000319, m         | +2 888, m           | Scialet no 44 & Scialet no 47 & FJS                                                    | 2021-03     |
| 63   | Scialet du Grand Corbeau           | Gresse-en-Vercors                                    | Massif du Vercors, Réserve naturelle nationale des hauts plateaux du Vercors | 44° 55′ 01″ N, 5° 30′ 50″ E | +000316, m         | +0470, m            | Scialet no 5 & Scialet no 17                                                           | 2010-01     |
| 64   | Scialet Edmond Dantes              | Lans-en-Vercors                                      | Massif du Vercors                                                            | 45° 05′ 20″ N, 5° 36′ 39″ E | +000315, m         | +0675, m            | Scialet no 32                                                                          | 2010-01     |
| 65   | Réseau Jacques Chalon              | Saint-Joseph-de-Rivière                              | massif de la Chartreuse, Grande Sure                                         | 45° 20′ 30″ N, 5° 42′ 51″ E | +000314, m         | +3 000, m           | Scialet no 12 & Scialet no 15                                                          | 2010-01     |
| 66   | Trou des Pingouins                 | Saint-Pierre-de-Chartreuse                           | massif de la Chartreuse, Forêt de Génieux                                    | 45° 19′ 44″ N, 5° 44′ 09″ E | +000309, m         | +0550, m            | Scialet no 25                                                                          | 2010-01     |
| 67   | Scialet A6                         | Engins                                               | Massif du Vercors                                                            | 45° 12′ 59″ N, 5° 36′ 11″ E | +000305, m         | +1 385, m           | Scialet no 7 & Scialet no 40                                                           | 2012-06     |
| 68   | Trou Lisse à Combone               | Saint-Pierre-d'Entremont                             | massif de la Chartreuse, Grand Som                                           | 45° 23′ 43″ N, 5° 49′ 03″ E | +000303, m         | +4 500, m           | Fabien Leguet & SC Villeurbanne,.                                                      | 2010-01     |
| 69   | Scialet Juju                       | Autrans-Méaudre en Vercors                           | Massif du Vercors                                                            | 45° 09′ 57″ N, 5° 31′ 00″ E | +000303, m         | +2 323, m           | Scialet no 25                                                                          | 2010-01     |
| 70   | Trou du Grec                       | Montaud                                              | Massif du Vercors                                                            | 45° 14′ 52″ N, 5° 32′ 23″ E | +000298, m         | +1 000, m           | Scialet no 18                                                                          | 2005-01     |
| 71   | Grotte Fallait Juste S'acharner    | Noyarey                                              | Massif du Vercors                                                            | 45° 14′ 10″ N, 5° 35′ 33″ E | +000297, m         | +4 070, m           | Scialet no 37, Scialet no 38, Scialet no 41, Spéléo magazine no 84 & furets-jaunes.org | 2013-10     |
| 72   | Grotte Philippe Panné              | Proveysieux                                          | Massif de la Chartreuse, Forêt de Génieux                                    | 45° 19′ 07″ N, 5° 43′ 23″ E | +000295, m         | +0700, m            | Scialet no 4 & Spéléo dossiers no 24                                                   | 2005-01     |
| 73   | Scialet Collavet                   | Saint-Andéol                                         | Massif du Vercors, Réserve naturelle nationale des hauts plateaux du Vercors | 44° 56′ 32″ N, 5° 29′ 49″ E | +000292, m         | +2 200, m           | LSD no 1                                                                               | 2005-01     |
| 74   | Scialet du Garde Forestier         | Autrans-Méaudre en Vercors                           | Massif du Vercors                                                            | 45° 13′ 27″ N, 5° 34′ 12″ E | +000290, m         | +5 000, m           | Scialet no 44, Scialet no 48 & Scialet no 48                                           | 2022-05     |
| 75   | Puits des Fourmis                  | Engins                                               | Massif du Vercors                                                            | 45° 13′ 45″ N, 5° 35′ 52″ E | +000283, m         | +0900, m            | Scialet no 10 & Scialet no 16                                                          | 2005-01     |
| 76   | Scialet de la Chambre Froide       | Villard-de-Lans                                      | Massif du Vercors                                                            | 45° 01′ 46″ N, 5° 34′ 47″ E | +000282, m         | +1 000, m           | Scialet no 41 & Scialet no 43                                                          | 2015-01     |
| 77   | Gouffre de la Hulotte              | Chapareillan                                         | Massif de la Chartreuse, Réserve naturelle nationale des Hauts de Chartreuse | 45° 25′ 59″ N, 5° 54′ 49″ E | +000281, m         | +0536, m            | Grottes de Savoie                                                                      | 2005-01     |
| 78   | Gouffre P2                         | Engins                                               | Massif du Vercors                                                            | 45° 12′ 51″ N, 5° 36′ 04″ E | +000276, m         | NC m                | Scialet no 9                                                                           | 2005-01     |
| 79   | Scialet du Tonnerre de Brest       | Lans-en-Vercors                                      | Massif du Vercors                                                            | 45° 05′ 33″ N, 5° 36′ 51″ E | +000275, m         | +0689, m            | Scialet no 20 & Scialet no 40                                                          | 2012-01     |
| 80   | Puits Sans Fond-Arche de Noé       | Villard-de-Lans, Le Gua (Isère)                      | Massif du Vercors                                                            | 45° 00′ 10″ N, 5° 34′ 38″ E | +000275, m         | +0300, m            | Scialet no 48                                                                          | 2020-10     |
| 81   | Scialet du Trisou                  | Villard-de-Lans                                      | Massif du Vercors                                                            | 45° 02′ 40″ N, 5° 28′ 33″ E | +000273, m         | +1 388, m           | Grottocenter                                                                           | 2005-01     |
| 82   | Gouffre du Bicentenaire            | Sainte-Marie-du-Mont                                 | Massif de la Chartreuse, Réserve naturelle nationale des Hauts de Chartreuse | 45° 23′ 24″ N, 5° 54′ 14″ E | +000272, m         | +0792, m            | Spelunca no 66 & Scialet no 25                                                         | 2005-01     |
| 83   | Scialet des Lattes                 | Corrençon-en-Vercors                                 | Massif du Vercors, La Grande Moucherolle                                     | 45° 00′ 49″ N, 5° 32′ 50″ E | +000267, m         | +0650, m            | Scialet & Scialet no 41                                                                | 2014-01     |
| 84   | Scialet des Bagnards               | Villard-de-Lans                                      | Massif du Vercors                                                            | 45° 00′ 55″ N, 5° 34′ 35″ E | +000258, m         | +0494, m            | Scialet no 36 & Scialet no 37                                                          | 2008-01     |
| 85   | Trou de la Bête                    | Sainte-Marie-du-Mont                                 | Massif de la Chartreuse, Réserve naturelle nationale des Hauts de Chartreuse | 45° 25′ 20″ N, 5° 55′ 24″ E | +000257, m         | +1 210, m           | Scialet no 7                                                                           | 2005-01     |
| 86   | Gouffre SCB1                       | Sainte-Marie-du-Mont                                 | Massif de la Chartreuse, Réserve naturelle nationale des Hauts de Chartreuse | 45° 22′ 54″ N, 5° 53′ 59″ E | +000256, m         | +0700, m            | Scialet no 31 & Scialet no 45                                                          | 2017-01     |
| 87   | Scialet de l'Été Indien            | Château-Bernard                                      | Massif du Vercors, La Grande Moucherolle                                     | 45° 00′ 02″ N, 5° 34′ 29″ E | +000255, m         | +1 225, m           | LSD no 11                                                                              | 2005-01     |
| 88   | Trou des Elfes                     | Chapareillan                                         | Massif de la Chartreuse, Mont Granier                                        | 45° 27′ 49″ N, 5° 55′ 53″ E | +000250, m         | +0413, m            | Grottes de Savoie                                                                      | 2005-01     |
| 89   | Antre des Glaces                   | Villard-de-Lans                                      | Massif du Vercors                                                            | 45° 01′ 24″ N, 5° 34′ 53″ E | +000250, m         | +0610, m            | Scialet no 11, Scialet no 18 & Scialet no 36                                           | 2005-01     |
| 90   | Puits Skill                        | Saint-Pierre-d'Entremont                             | Massif de la Chartreuse, Grand Som                                           | 45° 24′ 27″ N, 5° 49′ 37″ E | +000249, m         | +1 345, m           | Fabien Leguet, Spéléo dossiers no 34 & SC Villeurbanne.                                | 2010-01     |
| 91   | Trou de l'Alpe                     | Sainte-Marie-du-Mont                                 | Massif de la Chartreuse, Réserve naturelle nationale des Hauts de Chartreuse | 45° 24′ 48″ N, 5° 55′ 37″ E | +000243, m         | +0430, m            | Grottocenter                                                                           | 2005-01     |
| 92   | Gouffre des Lactaires              | Saint-Pierre-de-Chartreuse                           | Massif de la Chartreuse, Forêt de Génieux                                    | 45° 20′ 13″ N, 5° 44′ 29″ E | +000242, m         | +0540, m            | Scialet no 23                                                                          | 2005-01     |
| 93   | Scialet de Peljonc                 | Autrans-Méaudre en Vercors                           | Massif du Vercors                                                            | 45° 07′ 30″ N, 5° 31′ 06″ E | +000241, m         | +7 200, m           | Scialet no 31                                                                          | 2010-01     |
| 94   | Scialet Kiravi                     | Corrençon-en-Vercors                                 | Massif du Vercors, La Grande Moucherolle                                     | 45° 00′ 56″ N, 5° 32′ 51″ E | +000240, m         | +0780, m            | Scialet no 21                                                                          | 2010-01     |
| 95   | Gouffre Choupette                  | La Buisse                                            | Massif de la Chartreuse                                                      | 45° 19′ 14″ N, 5° 38′ 29″ E | +000235, m         | +1 300, m           | Scialet no 31                                                                          | 2005-01     |
| 96   | Scialet de Malaterre               | Villard-de-Lans                                      | Massif du Vercors                                                            | 45° 02′ 35″ N, 5° 29′ 35″ E | +000230, m         | +1 600, m           | Grottocenter                                                                           | 2005-01     |
| 97   | Gouffre de la Turbine              | Plateau-des-Petites-Roches                           | Massif de la Chartreuse, Réserve naturelle nationale des Hauts de Chartreuse | 45° 22′ 25″ N, 5° 53′ 31″ E | +000224, m         | +0400, m            | Scialet no 23 & Scialet no 20                                                          | 2005-01     |
| 98   | Glacière d'Autrans                 | Autrans-Méaudre en Vercors                           | Massif du Vercors                                                            | 45° 14′ 02″ N, 5° 33′ 36″ E | +000221, m         | +2 325, m           | Scialet no 18 & Grottocenter                                                           | 2018-08     |
| 99   | Gouffre du Névé                    | Sainte-Marie-du-Mont                                 | Massif de la Chartreuse, Réserve naturelle nationale des Hauts de Chartreuse | 45° 25′ 58″ N, 5° 54′ 58″ E | +000220, m         | +0295, m            | Grottocenter                                                                           | 2005-01     |
| 100  | Scialet des Gougnafiers            | Corrençon-en-Vercors                                 | Massif du Vercors, La Grande Moucherolle                                     | 45° 00′ 46″ N, 5° 32′ 56″ E | +000219, m         | +0650, m            | Scialet no 43 & Spéléo dossiers no 39                                                  | 2014-01     |
| 101  | Grotte d'Envernibard               | Autrans-Méaudre en Vercors                           | Massif du Vercors                                                            | 45° 06′ 29″ N, 5° 30′ 14″ E | +000219, m         | +1 255, m           | Scialet no 33 & Grottocenter                                                           | 2010-01     |
| 102  | Gouffre Guithosiro                 | Chapareillan                                         | Massif de la Chartreuse, Mont Granier                                        | 45° 27′ 46″ N, 5° 56′ 16″ E | +000216, m         | +0842, m            | Grottes de Savoie                                                                      | 2005-01     |
| 103  | Scialet Guy                        | Saint-Andéol                                         | Massif du Vercors, Réserve naturelle nationale des hauts plateaux du Vercors | 44° 56′ 26″ N, 5° 31′ 08″ E | +000215, m         | +0290, m            | Scialet no 43                                                                          | 2015-01     |
| 104  | Scialet Méandrator                 | Corrençon-en-Vercors                                 | Massif du Vercors, La Grande Moucherolle                                     | 45° 00′ 52″ N, 5° 33′ 11″ E | +000215, m         | +0550, m            | Scialet & Scialet no 32                                                                | 2014-01     |
| 105  | Scialet de la Sierre               | Lans-en-Vercors                                      | Massif du Vercors                                                            | 45° 06′ 42″ N, 5° 37′ 03″ E | +000214, m         | +0923, m            | Scialet no 18 & Grottocenter                                                           | 2005-01     |
| 106  | Gouffre de la Sure                 | Saint-Joseph-de-Rivière                              | Massif de la Chartreuse, Grande Sure                                         | 45° 20′ 15″ N, 5° 42′ 21″ E | +000212, m         | +0314, m            | Scialet no 8                                                                           | 2005-01     |
| 107  | Chourum des Alliés                 | Pellafol                                             | Massif du Dévoluy                                                            | 44° 46′ 16″ N, 5° 50′ 18″ E | +000211, m         | NC m                | Atlas souterrain de la Provence et des Alpes de Lumière                                | 2005-01     |
| 108  | Gouffre des Myosotis               | Saint-Joseph-de-Rivière                              | Massif de la Chartreuse, Grande Sure                                         | 45° 20′ 36″ N, 5° 42′ 53″ E | +000207, m         | +0620, m            | Scialet no 14                                                                          | 2005-01     |
| 109  | Grotte de Saint-Quentin            | Saint-Quentin-sur-Isère                              | Massif du Vercors                                                            | 45° 16′ 25″ N, 5° 33′ 05″ E | +000207, m         | +2 516, m           | Scialet no 27 & L'Echo des Vulcains no 77                                              | 2021-03     |
| 110  | Gouffre Jean Noir                  | Engins                                               | Massif du Vercors                                                            | 45° 13′ 08″ N, 5° 36′ 01″ E | +000205, m         | +0320, m            | Scialet no 1                                                                           | 2005-01     |
| 111  | Trou du Chevreau                   | Saint-Joseph-de-Rivière                              | Massif de la Chartreuse, Grande Sure                                         | 45° 20′ 33″ N, 5° 42′ 49″ E | +000205, m         | +0600, m            | Scialet no 12                                                                          | 2005-01     |
| 112  | Scialet de l'A.G.                  | Villard-de-Lans                                      | Massif du Vercors, La Grande Moucherolle                                     | 45° 00′ 28″ N, 5° 33′ 53″ E | +000205, m         | +0500, m            | Scialet no 13                                                                          | 2005-01     |
| 113  | Grotte des Jumeaux                 | Veurey-Voroize                                       | Massif du Vercors                                                            | 45° 14′ 41″ N, 5° 35′ 07″ E | +000205, m         | +1 231, m           | Scialet no 16                                                                          | 2005-01     |
| 114  | Scialet des Débardeurs             | Autrans-Méaudre en Vercors                           | Massif du Vercors                                                            | 45° 13′ 37″ N, 5° 34′ 17″ E | +000200, m         | +0520, m            | Scialet no 41 & Scialet no 42                                                          | 2018-08     |
| 115  | Grotte du Clot d'Aspres            | Villard-de-Lans                                      | Massif du Vercors                                                            | 45° 01′ 36″ N, 5° 34′ 32″ E | +000200, m         | +1 100, m           | Scialet no 43, Spéléo dossiers & Baudouin Lismonde                                     | 2015-01     |

## Cavités de l'Isère (France) dont la dénivellation est comprise entre150 mètreset199 mètres
29 cavités sont recensées dans cette « classe III » au 30-11-2023.
| Réf. | Cavité (autres noms)             | Commune                    | Massif ou zone                                                               | Coordonnées (WGS 84)        | Dénivelée (mètres) | Développe. (mètres) | Sources ou références                            | Mise à jour |
| ---- | -------------------------------- | -------------------------- | ---------------------------------------------------------------------------- | --------------------------- | ------------------ | ------------------- | ------------------------------------------------ | ----------- |
| 116  | Gouffre du Jibé                  | Saint-Pierre-de-Chartreuse | Massif de la Chartreuse, Dent de Crolles                                     | 45° 18′ 40″ N, 5° 51′ 32″ E | +000198, m         | +0380, m            | Scialet no 11 & Scialet no 35                    | 2005-01     |
| 117  | Scialet T0                       | Autrans-Méaudre en Vercors | Massif du Vercors                                                            | 45° 08′ 41″ N, 5° 30′ 50″ E | +000195, m         | +1 000, m           | Scialet n°22 & Scialet n°21                      | 2010-01     |
| 118  | Gouffre de la Saint Jean         | Proveysieux                | Massif de la Chartreuse, Forêt de Génieux                                    | 45° 18′ 48″ N, 5° 43′ 09″ E | +000194, m         | +0290, m            | Scialet 10 & Scialet 13                          | 2005-01     |
| 119  | Scialet Gaz Trop                 | Claix                      | Massif du Vercors                                                            | 45° 06′ 11″ N, 5° 37′ 15″ E | +000191, m         | +0400, m            | Scialet no 31 & Grottocenter                     | 2000-12     |
| 120  | Scialet de l'Ourson              | Villard-de-Lans            | Massif du Vercors, La Grande Moucherolle                                     | 45° 00′ 31″ N, 5° 33′ 48″ E | +000190, m         | +0200, m            | Scialet no 12 & Grottocenter                     | 2000-12     |
| 121  | Scialet Oublié                   | Corrençon-en-Vercors       | Massif du Vercors, La Grande Moucherolle                                     | 45° 00′ 52″ N, 5° 33′ 07″ E | +000190, m         | +0500, m            | Scialet no 36 & Scialet no 43                    | 2000-12     |
| 122  | Palais des Choucas               | Sainte-Marie-du-Mont       | Massif de la Chartreuse                                                      | 45° 22′ 48″ N, 5° 54′ 34″ E | +000190, m         | +0330, m            | Spéléo dossiers no 22                            | 2012-03     |
| 123  | Trou d'Ira                       | Lans-en-Vercors            | Massif du Vercors                                                            | 45° 06′ 27″ N, 5° 36′ 48″ E | +000186, m         | +0200, m            | Grottocenter & Scialet no 30                     | 2000-12     |
| 124  | Scialet de la Tonche             | Villard-de-Lans            | Massif du Vercors                                                            | 45° 01′ 13″ N, 5° 33′ 59″ E | +000185, m         | +0250, m            | Scialet no 19                                    | 2000-12     |
| 125  | Puits des Benjamins              | Engins                     | Massif du Vercors                                                            | 45° 13′ 18″ N, 5° 36′ 16″ E | +000185, m         | NC                  | Scialet no 1 & Grottes et scialets du Vercors    | 2000-12     |
| 126  | Gouffre Disco                    | Plateau-des-Petites-Roches | Massif de la Chartreuse                                                      | 45° 22′ 11″ N, 5° 53′ 01″ E | +000183, m         | +0570, m            | Scialet no 11                                    | 2000-12     |
| 127  | Le Trou de la Guêpe              | Autrans-Méaudre en Vercors | Massif du Vercors                                                            | 45° 14′ 25″ N, 5° 34′ 46″ E | +000180, m         | +0280, m            | Scialet no 37                                    | 2010-01     |
| 128  | Trou Pinambour - Gouffre à Maule | Saint-Pierre-d'Entremont   | Massif de la Chartreuse, Grand Som                                           | 45° 23′ 27″ N, 5° 49′ 03″ E | +000180, m         | +2 617, m           | Fabien Leguet & SC Villeurbanne,.                | 2020-01     |
| 129  | Grotte de Bournillon             | Châtelus                   | Massif du Vercors                                                            | 45° 03′ 16″ N, 5° 25′ 59″ E | +000180, m         | +7 710, m           | Spéléo magazine no 100, 103 & Laurent Garnier    | 2018-12     |
| 130  | Trou du Piton                    | Chapareillan               | massif de la Chartreuse                                                      | 45° 26′ 49″ N, 5° 56′ 04″ E | +000177, m         | +1 697, m           | CDS 73                                           | 2020-01     |
| 131  | Scialet des Burettes             | Corrençon-en-Vercors       | Massif du Vercors                                                            | 44° 59′ 12″ N, 5° 30′ 50″ E | +000176, m         | +0494, m            | Scialet no 7                                     | 2000-12     |
| 132  | Gouffre du Tri                   | Engins                     | Massif du Vercors                                                            | 45° 13′ 21″ N, 5° 36′ 06″ E | +000173, m         | +0550, m            | Scialet no 10                                    | 2000-12     |
| 133  | Puits du 8-Août                  | Saint-Pierre-de-Chartreuse | Massif de la Chartreuse, Dent de Crolles                                     | 45° 18′ 53″ N, 5° 51′ 34″ E | +000171, m         | +0213, m            | Scialet no 42                                    | 2023-10     |
| 134  | Le Trou des Belges               | Corrençon-en-Vercors       | Massif du Vercors                                                            | 44° 59′ 55″ N, 5° 31′ 46″ E | +000170, m         | +0280, m            | Scialet no 35 & Scialet no 37                    | 2010-01     |
| 135  | Scialet du Grand Serre           | Presles                    | Massif du Vercors                                                            | 45° 04′ 53″ N, 5° 25′ 21″ E | +000170, m         | +0240, m            | Grottocenter & Scialet no 14                     | 2010-01     |
| 136  | Puits du Diable                  | Presles                    | Massif du Vercors                                                            | 45° 05′ 45″ N, 5° 25′ 55″ E | +000167, m         | +0280, m            | Scialet no 39                                    | 2010-10     |
| 137  | Gouffre des Grailles             | Saint-Joseph-de-Rivière    | Massif de la Chartreuse, Grande Sure                                         | 45° 20′ 33″ N, 5° 42′ 38″ E | +000166, m         | NC                  | Scialet no 24, Scialet no 25 & Scialet no 33     | 2000-12     |
| 138  | Gouffre Popy                     | Chapareillan               | massif de la Chartreuse, Mont Granier                                        | 45° 27′ 10″ N, 5° 55′ 28″ E | +000158, m         | +1 372, m           | Spéléologie Dossiers no 17                       | 2010-01     |
| 139  | Grotte Entre Ciel et Terre       | Gresse-en-Vercors          | Massif du Vercors                                                            | 44° 52′ 04″ N, 5° 31′ 45″ E | +000157, m         | +0363, m            | LSD no 11                                        | 2000-12     |
| 140  | Scialet A2                       | Engins                     | Massif du Vercors                                                            | 45° 12′ 52″ N, 5° 36′ 10″ E | +000155, m         | NC                  | Scialet no 8 & Grottocenter                      | 2000-12     |
| 141  | Gouffre de la Belle Jument       | Claix                      | Massif du Vercors                                                            | 45° 06′ 32″ N, 5° 37′ 26″ E | +000155, m         | NC m                | Scialet no 1 & Inventaire des cavités du Bruyant | 2010-01     |
| 142  | Puits Saint-Bruno                | Lans-en-Vercors            | Massif du Vercors                                                            | 45° 07′ 18″ N, 5° 37′ 25″ E | +000154, m         | NC                  | Scialet no 10                                    | 2000-12     |
| 143  | Scialet Fleurs du Pays           | Corrençon-en-Vercors       | Massif du Vercors, Rochers de la Balme                                       | 44° 58′ 59″ N, 5° 31′ 35″ E | +000150, m         | +0300, m            | Tubes no 27                                      | 2010-01     |
| 144  | Scialet Bleu                     | Saint-Andéol               | Massif du Vercors, Réserve naturelle nationale des hauts plateaux du Vercors | 44° 57′ 03″ N, 5° 30′ 01″ E | +000150, m         | +2 000, m           | Scialet no 45 & Gilles Palué                     | 2010-01     |

## Cavités de l'Isère (France) dont la dénivellation est comprise entre100 mètreset149 mètres
64 cavités sont recensées dans cette « classe IV » au 30-11-2023.
| Réf. | Cavité (autres noms)                     | Commune                     | Massif ou zone                                                               | Coordonnées (WGS 84)            | Dénivelée (mètres) | Développe. (mètres) | Sources ou références                                             | Mise à jour |
| ---- | ---------------------------------------- | --------------------------- | ---------------------------------------------------------------------------- | ------------------------------- | ------------------ | ------------------- | ----------------------------------------------------------------- | ----------- |
| 145  | Gouffre Math                             | Saint-Pierre-de-Chartreuse  | massif de la Chartreuse, Forêt de Génieux                                    | 45° 19′ 38″ N, 5° 43′ 35″ E     | +000148, m         | +0500, m            | Scialet no 40                                                     | 2012-01     |
| 146  | Grotte de la Cambise                     | Saint-Pierre-de-Chartreuse  | massif de la Chartreuse                                                      | 45° 21′ 10″ N, 5° 46′ 28″ E     | +000146, m         | +1 500, m           | Scialet no 37 & Grottocenter                                      | 2010-01     |
| 147  | Puits du Jumar                           | Saint-Pierre-d'Entremont    | Massif de la Chartreuse, Grand Som                                           | 45° 23′ 24″ N, 5° 49′ 01″ E     | +000145, m         | +0300, m            | Chartreuse souterraine                                            | 2010-01     |
| 148  | Scialet de l'Ohmfort                     | Autrans-Méaudre en Vercors  | Massif du Vercors                                                            | 45° 14′ 00″ N, 5° 33′ 49″ E     | +000142, m         | +0760, m            | Scialet no 28                                                     | 2010-01     |
| 149  | Gouffre Ostrogault                       | Chapareillan                | massif de la Chartreuse                                                      | 45° 26′ 27″ N, 5° 55′ 53″ E     | +000141, m         | +0349, m            | CDS 73                                                            | 2020-01     |
| 150  | Gouffre du Sanglier ou P125              | Engins                      | Massif du Vercors                                                            | 45° 13′ 20″ N, 5° 35′ 59″ E     | +000140, m         | NC                  | Scialet no 8                                                      | 2000-12     |
| 151  | Gouffre Ducret                           | Saint-Pierre-d'Entremont    | Massif de la Chartreuse, Grand Som                                           | 45° 23′ 18″ N, 5° 48′ 52″ E     | +000140, m         | NC m                | Chartreuse souterraine                                            | 2010-01     |
| 152  | Scialet Francine                         | Corrençon-en-Vercors        | Massif du Vercors                                                            | 45° 00′ 22″ N, 5° 29′ 50″ E     | +000139, m         | NC m                | Scialet no 8 & Spéléologie Dossiers no 15                         | 2010-01     |
| 153  | Goule Blanche                            | Villard-de-Lans             | Massif du Vercors                                                            | 45° 04′ 01″ N, 5° 31′ 01″ E     | +000139, m         | +1 100, m           | Dominique Artru & Scialet no 16                                   | 2018-01     |
| 154  | Scialet Jean Bruno                       | Villard-de-Lans             | Massif du Vercors                                                            | 45° 03′ 00″ N, 5° 29′ 20″ E     | +000137, m         | +0618, m            | Scialet no 24 & Grottocenter                                      | 2010-01     |
| 155  | Gouffre YB3                              | Saint-Christophe-sur-Guiers | Massif de la Chartreuse                                                      | 45° 23′ 17″ N, 5° 46′ 49″ E     | +000137, m         | +0250, m            | Scialet no 31                                                     | 2010-01     |
| 156  | Chourum des Chamois                      | Tréminis                    | Massif du Dévoluy                                                            | 44° 45′ 20″ N, 5° 49′ 34″ E     | +000137, m         | NC m                | Atlas souterrain de la Provence et des Alpes de Lumière           | 2010-01     |
| 157  | Trou du Diable                           | Gresse-en-Vercors           | Massif du Vercors                                                            | 44° 50′ 55″ N, 5° 30′ 06″ E     | +000132, m         | NC m                | Spéléo sportive dans le Vercors                                   | 2000-12     |
| 158  | Golet du Gazoduc                         | Chapareillan                | massif de la Chartreuse                                                      | 45° 26′ 35″ N, 5° 56′ 00″ E     | +000131, m         | NC m                | CDS 73                                                            | 2020-01     |
| 159  | Scialet des Pisteurs                     | Villard-de-Lans             | Massif du Vercors, La Grande Moucherolle                                     | 45° 01′ 20″ N, 5° 34′ 03″ E     | +000130, m         | +0222, m            | Guy Lamure & Scialet no 42                                        | 2000-12     |
| 160  | Grotte de Currière                       | Saint-Laurent-du-Pont       | Massif de la Chartreuse                                                      | 45° 21′ 26″ N, 5° 43′ 57″ E     | +000130, m         | +0420, m            | Chartreuse souterraine & Scialet no 14                            | 2010-01     |
| 161  | Scialet Jésus                            | Corrençon-en-Vercors        | Massif du Vercors                                                            | 45° 00′ 54″ N, 5° 29′ 58″ E     | +000130, m         | NC m                | Grottes et scialets du Vercors                                    | 2010-01     |
| 162  | Scialet Ramzinc                          | Autrans-Méaudre en Vercors  | Massif du Vercors                                                            | 45° 07′ 38″ N, 5° 30′ 43″ E     | +000130, m         | +0668, m            | Scialet no 11                                                     | 2010-01     |
| 163  | Chourum Mireille                         | Pellafol                    | Massif du Dévoluy                                                            | 44° 45′ 04″ N, 5° 51′ 31″ E     | +000128, m         | NC m                | Atlas souterrain de la Provence et des Alpes de Lumière           | 2010-01     |
| 164  | Scialet Sans Retour                      | Corrençon-en-Vercors        | Massif du Vercors, Rochers de la Balme                                       | 44° 59′ 15″ N, 5° 31′ 29″ E     | +000126, m         | +0160, m            | Tubes no 27 & LSD no 8                                            | 2010-01     |
| 165  | Gouffre Ocatarina                        | Chapareillan                | Massif de la Chartreuse, Réserve naturelle nationale des Hauts de Chartreuse | 45° 27′ 28″ N, 5° 55′ 26″ E     | +000125, m         | +0208, m            | Grottes de Savoie                                                 | 2010-01     |
| 166  | Scialet E51                              | Corrençon-en-Vercors        | Massif du Vercors, Rochers de la Balme                                       | 44° 59′ 03″ N, 5° 31′ 32″ E     | +000125, m         | +0235, m            | Spelunca 109                                                      | 2010-01     |
| 167  | Trou Garou                               | Autrans-Méaudre en Vercors  | Massif du Vercors                                                            | 45° 09′ 07″ N, 5° 33′ 42″ E     | +000125, m         | +1 281, m           | Scialet no 29                                                     | 2010-01     |
| 168  | Grotte du Pas de la Chèvre               | Rencurel                    | Massif du Vercors                                                            | 45° 06′ 57″ N, 5° 29′ 32″ E     | +000124, m         | +0305, m            | Scialet no 21                                                     | 1999-01     |
| 169  | Scialet des Trois                        | Saint-Andéol                | Massif du Vercors, Réserve naturelle nationale des hauts plateaux du Vercors | 44° 57′ 50″ N, 5° 30′ 45″ E     | +000124, m         | +0152, m            | Scialet no 24                                                     | 2000-12     |
| 170  | Gouffre ASN                              | Saint-Pierre-de-Chartreuse  | massif de la Chartreuse                                                      | 45° 21′ 30″ N, 5° 46′ 08″ E     | +000122, m         | +0300, m            | Spéléo dossiers n°42 page 109                                     | 2021-01     |
| 171  | Grotte Roche                             | Villard-de-Lans             | Massif du Vercors                                                            | 45° 04′ 16″ N, 5° 29′ 54″ E     | +000121, m         | +3 200, m           | Scialet no 37, Grottocenter & Sébastien Chantepie & Scialet no 47 | 2019-10     |
| 172  | Scialet de l'Escalier                    | Villard-de-Lans             | Massif du Vercors, La Grande Moucherolle                                     | 45° 01′ 10″ N, 5° 33′ 21″ E     | +000120, m         | +0280, m            | Guy Lamure & Scialet no 37                                        | 2000-12     |
| 173  | Gouffre du Grand Cheval                  | Claix                       | Massif du Vercors                                                            | 45° 06′ 35″ N, 5° 37′ 39″ E     | +000120, m         | +0670, m            | Scialet no 1                                                      | 2010-01     |
| 174  | Grotte Favot                             | Rencurel                    | Massif du Vercors                                                            | 45° 04′ 39″ N, 5° 29′ 36″ E     | +000118, m         | +0850, m            | Grottocenter                                                      | 1999-01     |
| 175  | Scialet de la chique                     | Lans-en-Vercors             | Massif du Vercors                                                            | 45° 07′ 22″ N, 5° 37′ 04″ E     | +000117, m         | +0200, m            | Scialet no 21                                                     | 2000-12     |
| 176  | Scialet du Carnet                        | Saint-Andéol                | Massif du Vercors, Réserve naturelle nationale des hauts plateaux du Vercors | 44° 57′ 34″ N, 5° 31′ 13″ E     | +000115, m         | NC m                | Scialet no 19                                                     | 2000-12     |
| 177  | Grotte des Grimpeurs parlent aux spéléos | Claix                       | Massif du Vercors                                                            | 45° 07′ 24″ N, 5° 37′ 40″ E     | +000115, m         | +0420, m            | Scialet no 31                                                     | 2000-12     |
| 178  | Gouffre du Saint Pelé                    | Saint-Pierre-d'Entremont    | Massif de la Chartreuse, Grand Som                                           | 45° 23′ 32″ N, 5° 48′ 50″ E     | +000114, m         | +0130, m            | Scialet no 19                                                     | 2010-01     |
| 179  | Scialet des Joufflus                     | Corrençon-en-Vercors        | Massif du Vercors                                                            | 45° 03′ 01″ N, 5° 30′ 51″ E     | +000112, m         | NC m                | Spéléo sportive dans le Vercors                                   | 2010-01     |
| 180  | Gouffre du Grand Ragne                   | Sainte-Marie-du-Mont        | Massif de la Chartreuse, Réserve naturelle nationale des Hauts de Chartreuse | 45° 25′ 31″ N, 5° 55′ 07″ E     | +000112, m         | +0130, m            | Grottocenter                                                      | 2012-03     |
| 181  | Grotte des Choucas                       | Tréminis                    | Massif du Dévoluy                                                            | 44° 43′ 25″ N, 5° 48′ 28″ E     | +000110, m         | +2 000, m           | Spelunca no 75                                                    | 2010-01     |
| 182  | Scialet GSC 97-3                         | Villard-de-Lans             | Massif du Vercors                                                            | 45° 01′ 12″ N, 5° 34′ 03″ E     | +000110, m         | +0290, m            | Scialet no 29                                                     | 2010-01     |
| 183  | Trou de la Salade                        | Saint-Pierre-d'Entremont    | Massif de la Chartreuse, Grand Som                                           | 45° 23′ 48″ N, 5° 49′ 10″ E     | +000109, m         | +0175, m            | SC Villeurbanne                                                   | 2023-06     |
| 184  | Scialet Rêve d'un jour                   | Lans-en-Vercors             | Massif du Vercors                                                            | 45° 08′ 11″ N, 5° 33′ 59″ E     | +000107, m         | +0368, m            | Scialet no 36                                                     | 2000-12     |
| 185  | Scialet des Concrétions de Fées          | Gresse-en-Vercors           | Massif du Vercors                                                            | 44° 52′ 27″ N, 5° 30′ 07″ E     | +000107, m         | NC m                | Grottocenter                                                      | 2000-12     |
| 186  | Gouffre Guypavagoy                       | Chapareillan                | Massif de la Chartreuse, Réserve naturelle nationale des Hauts de Chartreuse | 45° 27′ 45″ N, 5° 56′ 21″ E     | +000106, m         | +0200, m            | Chartreuse souterraine                                            | 2012-03     |
| 187  | Gouffre Abreq ad habra                   | Sainte-Marie-du-Mont        | Massif de la Chartreuse                                                      | 45° 23′ 02″ N, 5° 54′ 19″ E     | +000106, m         | +0250, m            | CDS 73                                                            | 2000-12     |
| 188  | Grotte de Pré Martin                     | Choranche                   | Massif du Vercors                                                            | 45° 04′ 00″ N, 5° 21′ 49″ E     | +000105, m         | +2 135, m           | Scialet no 14                                                     | 2010-01     |
| 189  | Scialet de La Siva                       | Presles                     | Massif du Vercors                                                            | 45° 05′ 05″ N, 5° 26′ 04″ E     | +000105, m         | NC m                | Grottocenter                                                      | 2010-01     |
| 190  | Scialet TA 5                             | Villard-de-Lans             | Massif du Vercors, La Grande Moucherolle                                     | 45° 01′ 20″ N, 5° 34′ 02″ E     | +000105, m         | +0125, m            | Guy Lamure                                                        | 2000-12     |
| 191  | Scialet Cendron                          | Corrençon-en-Vercors        | Massif du Vercors, Réserve naturelle nationale des hauts plateaux du Vercors | 44° 58′ 10″ N, 5° 31′ 31″ E     | +000105, m         | NC m                | Grottes et scialets du Vercors                                    | 2000-12     |
| 192  | Tune de l'Ours                           | Saint-Andéol                | Massif du Vercors, Réserve naturelle nationale des hauts plateaux du Vercors | 44° 57′ 42″ N, 5° 31′ 39″ E     | +000105, m         | NC m                | Grottocenter                                                      | 2000-12     |
| 193  | Gouffre Murcia                           | Saint-Pierre-de-Chartreuse  | massif de la Chartreuse                                                      | 45° 19′ 58″ N, 5° 52′ 12″ E     | +000105, m         | +0180, m            | Scialet no 14                                                     | 2024-01     |
| 194  | Grotte Lafaille - Jallier                | Saint-Christophe-sur-Guiers | Massif de la Chartreuse                                                      | 45° 25′ 23″ N, 5° 48′ 52″ E     | +000104, m         | +2 760, m           | Scialet no 9,Scialet no 37 & Le fil no 19                         | 2010-01     |
| 195  | Baume des Chars                          | Chapareillan                | massif de la Chartreuse                                                      | 45° 26′ 35″ N, 5° 56′ 00″ E     | +000104, m         | +0608, m            | Grottocenter                                                      | 2020-01     |
| 196  | Scialet Monique                          | Villard-de-Lans             | Massif du Vercors, La Grande Moucherolle                                     | 45° 00′ 23″ N, 5° 34′ 28″ E     | +000103, m         | +0280, m            | Guy Lamure                                                        | 2000-12     |
| 197  | Scialet de Font Bressant                 | Corrençon-en-Vercors        | Massif du Vercors, La Grande Moucherolle                                     | 45° 00′ 48″ N, 5° 33′ 19″ E     | +000103, m         | +0340, m            | Guy Lamure                                                        | 2000-12     |
| 198  | Puits Saint-Jacques                      | Lans-en-Vercors             | Massif du Vercors                                                            | 45° 07′ 02″ N, 5° 37′ 26″ E     | +000103, m         | +0350, m            | Scialet no 17                                                     | 2000-12     |
| 199  | Faille de la Grande Rivoire              | Sassenage                   | Massif du Vercors                                                            | 45° 12′ 25″ N, 5° 38′ 16″ E     | +000103, m         | NC m                | Grottes et scialets du Vercors                                    | 2000-12     |
| 200  | Scialet de la piste Rhodo                | Corrençon-en-Vercors        | Massif du Vercors                                                            | 45° 00′ 39″ N, 5° 32′ 51″ E     | +000102, m         | NC m                | Scialet n°50                                                      | 2023-11     |
| 201  | Gouffre du Cerf Boiteux                  | Saint-Joseph-de-Rivière     | Massif de la Chartreuse, Grande Sure                                         | 45° 20′ 31″ N, 5° 42′ 48″ E     | +000101, m         | NC m                | Scialet no 23                                                     | 2000-12     |
| 202  | Pot du Rey Blanc no 6                    | Saint-Andéol                | Massif du Vercors, Réserve naturelle nationale des hauts plateaux du Vercors | 44° 58′ 02″ N, 5° 31′ 12″ E     | +000101, m         | NC m                | Scialet no 14                                                     | 2000-12     |
| 203  | Chourum de l’Araignée au Plafond         | Pellafol                    | Massif du Dévoluy                                                            | 44° 45′ 02″ N, 5° 52′ 05″ E     | +000100, m         | +0410, m            | Spelunca no 78 & Voconcie no 20                                   | 2000-12     |
| 204  | Grotte de Patience dans la Sure          | Noyarey                     | Massif du Vercors                                                            | 45° 14′ 11″ N, 5° 35′ 31″ E     | +000100, m         | +0720, m            | Scialet no 33                                                     | 2000-12     |
| 205  | Gouffre de la Croix                      | Plateau-des-Petites-Roches  | Massif de la Chartreuse, Réserve naturelle nationale des Hauts de Chartreuse | 45° 21′ 37″ N, 5° 53′ 32″ E     | +000100, m         | +0208, m            | Scialet no 37                                                     | 2000-12     |
| 206  | Scialet Sangglera                        | Rencurel                    | Massif du Vercors                                                            | 45° 08′ 22″ N, 5° 27′ 31″ E     | +000100, m         | NC m                | Grottes et scialets du Vercors                                    | 1999-01     |
| 207  | Soleil Trompeur                          | Villard-de-Lans             | Massif du Vercors                                                            | 45° 02′ 11″ N, 5° 34′ 49″ E     | +000100, m         | +0210, m            | Scialet no 47                                                     | 2021-10     |
| 208  | Scialet de la Martinière                 | Villard-de-Lans             | Massif du Vercors                                                            | 45° 05′ 42,3″ N, 5° 30′ 39,3″ E | +000100, m         | +0220, m            | Scialet no 17                                                     | 2010-01     |
|      |                                          |                             |                                                                              |                                 |                    |                     |                                                                   |             |